# Cryptographis jacobsalis
Cryptographis jacobsalis is een vlinder uit de familie van de grasmotten (Crambidae). De wetenschappelijke naam van de soort is voor het eerst geldig gepubliceerd in 1956 door Marion & Viette.